# Clímene (hija de Minias)
En la mitología griega, Clímene (en griego Κλυμένη / Kluménē, «fuerza famosa») era una princesa de Orcómeno, hija de Minias y de Eurianasa, hija de Hiperfanto. Se dice que casó con Fílaco, hijo de Deyón y dio a luz a un hijo de rápidos pies, Íficlo. Otros dicen que Clímene era hija de Ifis de Argos. Se cuenta que Íficlo, por la excelencia de sus pies, competía con los vientos y que pasaba sobre la espigas y que, por la rapidez, su poco peso no quebraba las cañas. Algunos dicen que la misma con anterioridad se casó con Helios y de esta unión nació un hijo, Faetonte.
Pausanias, en cambio, nos dice que «en los Nostos se cuenta que Clímene fue la esposa de Céfalo, hijo de Deyón, y que tuvieron un hijo, Ificlo» e incluso añade que Clímene fue la segunda esposa de Céfalo, tras Procris. Aunque en la poesía épica Clímene siempre es descrita como una miníade, con el paso del tiempo los autores fueron imaginándola como una de las oceánides, en especial como consorte de Helios y madre de Faetón. Acaso esta filiación se ha convertido en la más común entre los poetas helenísticos y romanos. Sea como fuere Clímene fue una de las reinas célebres que se encontró Odiseo en el inframundo.
En algunas fuentes Clímene es denominada como Periclímene (Περικλύμενη) o Eteoclímene (Ετεοκλυμένη), o bien se mezclan sus nombres de manera confusa sin aclarar en contexto. Tan solo un escolio nos dice que Periclímene y Eteoclímene eran, en cambio, hermanas. Otros autores le dieron a Clímene diferentes cónyuges y descendencia célebre y así Clímene aparece en muchas genealogía heroicas. Estas variantes, propias de la mitología genealógica, responden al prestigio de Minias como rey de Orcómeno, pues en muchas variantes diversos héroes se casan con la hija de Minias. Así algunos dicen que fue esposa de Yaso de Arcadia —a su vez hijo de Licurgo— y madre de la celebérrima cazadora Atalanta. Higino dice primero que Clímene fue esposa de Esón y madre de Jasón y que de Periclímene y Feres nació Admeto; pero más adelante además nos ofrece el dato de que la expedición de los argonautas eran denominados como minias porque la madre de Jasón, Alcímede, era hija de Clímene. Estesícoro también opina que Eteoclímene fue la madre de Jasón.  Un escolio dice que Feres y Clímene fueron los padres de Eriópide, madre de Áyax por Oileo.